# 房室结
房室结 (Atrioventricular node，A-V node)是正常情况下兴奋(神經電訊)由心房传至心室的唯一途径。它位于右心房科赫三角（triangle of Koch）的心内膜深面，其前端发出房室束。其主要功能是将窦房结(Sinoatrial node，S-A node)传来的兴奋发生短暂延搁再传向心室，保证心房收缩后再开始心室收缩。